# Pro League 2019-20
La temporada 2019-20 fue la 117.ª temporada de la Primera División de Bélgica la máxima categoría del fútbol profesional en Bélgica. El torneo comenzó el 26 de julio de 2019 y terminó el 15 de mayo.
El 2 de abril de 2020, la Jupiler League propuso terminar la temporada debido a la Pandemia por COVID-19 y dar el título al Club Brujas, esta decisión fue apoyada por los clubes, pero esta a falta de rectificación. Un día después de esto la UEFA amenazó con excluir a todo club de competiciones europeas si su liga terminaba o quedaba finalizada. La decisión final debía tomarse principalmente el 15 de abril, pero se pospuso 3 veces.
El 15 de mayo finalmente la Asamblea General de la Liga Profesional de Fútbol Belga decidió dar por acabada la temporada y proclamar campeón al Club Brujas.

## Ascensos y descensos
Lokeren descendido la temporada pasada es reemplazado por Malinas.
| Pos. | Descendido de la Pro League 2018-19 |
| ---- | ----------------------------------- |
| 16.º | Lokeren                             |

| Pos.  | Ascendido de la Segunda División 2018-19 |
| ----- | ---------------------------------------- |
| Prom. | Malinas                                  |

## Equipos participantes
| Club             | Ciudad       | Estadio                       | Capacidad |
| ---------------- | ------------ | ----------------------------- | --------- |
| Anderlecht       | Bruselas     | Estadio Constant Vanden Stock | 28.361    |
| Charleroi        | Charleroi    | Estadio del País de Charleroi | 14.000    |
| Cercle Brugge    | Brujas       | Estadio Jan Breydel           | 30.000    |
| Club Brujas      | Brujas       | Estadio Jan Breydel           | 30.000    |
| Eupen            | Eupen        | Kehrweg Stadion               | 8.363     |
| Excel Mouscron   | Mouscron     | Stade Le Canonnier            | 10.571    |
| Genk             | Genk         | Luminus Arena                 | 24.956    |
| Gent             | Gante        | Ghelamco Arena                | 19.999    |
| Kortrijk         | Kortrijk     | Guldensporen Stadion          | 9.399     |
| Malinas          | Mechelen     | Stadion Achter de Kazerne     | 16.672    |
| Oostende         | Ostende      | Versluys Arena                | 8.000     |
| Royal Antwerp    | Amberes      | Bosuilstadion                 | 16.649    |
| Sint-Truidense   | Sint-Truiden | Stayen                        | 14.600    |
| Standard Lieja   | Lieja        | Estadio Maurice Dufrasne      | 30.143    |
| Waasland-Beveren | Beveren      | Freethiel Stadion             | 8.190     |
| Zulte Waregem    | Waregem      | Regenboogstadion              | 9.540     |

### Equipos por provincias
| Provincia          | N.º | Equipos                                                        |
| ------------------ | --- | -------------------------------------------------------------- |
| Flandes Occidental | 5   | Club Brujas, Cercle Brugge, Kortrijk, Oostende y Zulte Waregem |
| Flandes Oriental   | 2   | Gent y Waasland-Beveren                                        |
| Henao              | 2   | Charleroi y Excel Mouscron                                     |
| Limburgo           | 2   | Genk y Sint-Truiden                                            |
| Lieja              | 2   | Standard Lieja y Eupen                                         |
| Amberes            | 2   | Amberes y Malinas                                              |
| Bruselas-Capital   | 1   | Anderlecht                                                     |

### Personal y uniformes
| Equipo               | Entrenador         | Capitán                | Firma deportiva | Patrocinador         |
| -------------------- | ------------------ | ---------------------- | --------------- | -------------------- |
| Cercle Brugge        | Fabien Mercadal    | Jérémy Taravel         | Erima           | Napoleon Games       |
| Club Brugge          | Ivan Leko          | Ruud Vormer            | Macron          | Daikin               |
| KAA Gent             | Jess Thorup        | Nana Asare             | Craft           | vdk bank             |
| KAS Eupen            | Beñat San José     | Luis García            | Nike            | Aspire Academy       |
| KRC Genk             | Felice Mazzù       | Alejandro Pozuelo      | Nike            | Beobank              |
| KV Kortrijk          | Yves Vanderhaeghe  | Hannes Van der Bruggen | Jako            | AGO Jobs & HR        |
| KV Oostende          | Kåre Ingebrigtsen  | Nicolas Lombaerts      | Joma            | Willems Veranda's    |
| RKV Malinas          | Dennis Van Wijk    | Seth De Witte          | Kappa           | Telenet, AFAS        |
| Royal Antwerp        | László Bölöni      | Faris Haroun           | Jako            | Heylen Vastgoed      |
| Royal Excel Mouscron | Bernd Storck       | Jérémy Huyghebaert     | Erima           | Star Casino          |
| RSC Anderlecht       | Vincent Kompany    | Adrien Trebel          | Joma            | BNP Paribas Fortis   |
| RSC Charleroi        | Karim Belhocine    | Francis N'Ganga        | Kappa           | Proximus             |
| Sint-Truiden VV      | Marc Brys          | Jordan Botaka          | Olympic         | Golden Palace        |
| Standard Liège       | Michel Preud'homme | Sébastien Pocognoli    | New Balance     | BASE                 |
| SV Zulte-Waregem     | Francky Dury       | Davy De Fauw           | Patrick         | Willy Naessens Group |
| Waasland-Beveren     | Sven Vermant       | Joachim Van Damme      | Kappa           | Circus.be            |

## Tabla de posiciones
| Pos. | Equipo           | Pts. | PJ | G  | E  | P  | GF | GC | Dif. | Clasificación 2020–21                  |
| ---- | ---------------- | ---- | -- | -- | -- | -- | -- | -- | ---- | -------------------------------------- |
| 1    | Club Brujas (C)  | 70   | 29 | 21 | 7  | 1  | 58 | 14 | +44  | Fase de Grupos de la Liga de Campeones |
| 2    | Gent             | 55   | 29 | 16 | 7  | 6  | 59 | 34 | +25  | Tercera ronda de la Liga de Campeones  |
| 3    | Charleroi        | 54   | 29 | 15 | 9  | 5  | 49 | 23 | +26  | Tercera ronda de la Liga Europa        |
| 4    | Royal Antwerp    | 53   | 29 | 15 | 8  | 6  | 49 | 32 | +17  | Fase de Grupos de la Liga Europa       |
| 5    | Standard Lieja   | 49   | 29 | 14 | 7  | 8  | 47 | 32 | +15  | Segunda ronda de la Liga Europa        |
| 6    | Malinas          | 44   | 29 | 13 | 5  | 11 | 46 | 43 | +3   |                                        |
| 7    | Genk             | 44   | 29 | 13 | 5  | 11 | 45 | 42 | +3   |                                        |
| 8    | Anderlecht       | 43   | 29 | 11 | 10 | 8  | 45 | 29 | +16  |                                        |
| 9    | Zulte Waregem    | 36   | 29 | 10 | 6  | 13 | 41 | 49 | −8   |                                        |
| 10   | Excel Mouscron   | 36   | 29 | 9  | 9  | 11 | 38 | 40 | −2   |                                        |
| 11   | Kortrijk         | 33   | 29 | 9  | 6  | 14 | 40 | 44 | −4   |                                        |
| 12   | Sint-Truidense   | 33   | 29 | 9  | 6  | 14 | 36 | 53 | −17  |                                        |
| 13   | Eupen            | 30   | 29 | 8  | 6  | 15 | 28 | 51 | −23  |                                        |
| 14   | Cercle Brugge    | 23   | 29 | 7  | 2  | 20 | 27 | 54 | −27  |                                        |
| 15   | Oostende         | 22   | 29 | 6  | 4  | 19 | 29 | 58 | −29  |                                        |
| 16   | Waasland-Beveren | 20   | 29 | 5  | 5  | 19 | 21 | 60 | −39  |                                        |

Actualizado a los partidos jugados el 7 de marzo de 2020.
 Fuente: Jupiter League, Soccerway
Criterios de clasificación: 1) Puntos; 2) puntos entre sí; 3) diferencia de goles; 4) Goles marcados.
Notas:
1. ↑  Tras ganar la Copa de Bélgica 2019-20, el Royal Antwerp obtuvo un cupo para la Fase de Grupos de la Liga Europa 2020-21.
2. ↑  Waasland-Beveren principalmente habría sido relegado a la Segunda División, pero la Jupiler League decidió ampliar la temporada 2020-21 a 18 equipos, Waasland se queda y ascienden Leuven y Beerschot.[9]

## Resultados
| Local \ Visitante | AND | CER | CHA | CLU | EUP | EXC | GEK | GET | KOR | MAL | OOS | ROY | SIN | STA | WAA | ZUL |
| ----------------- | --- | --- | --- | --- | --- | --- | --- | --- | --- | --- | --- | --- | --- | --- | --- | --- |
| Anderlecht        | —   | 2–1 | 0–0 | 1–2 | 6–1 | 1–0 | 2–0 | 3–3 | 0–0 | 0–0 | 1–2 | 1–2 | 4–1 | 1–0 | 0–0 | 7–0 |
| Cercle Brugge     | 1–2 | —   | 0–3 | 0–2 | 1–2 | 2–2 | 1–2 | 1–0 | 1–3 | 3–2 | —   | 1–2 | 2–1 | 0–2 | 1–0 | 2–0 |
| Charleroi         | 1–2 | 3–0 | —   | 0–0 | 1–0 | 1–0 | 2–1 | 1–1 | —   | 2–1 | 5–0 | 2–1 | 0–3 | 2–0 | 2–0 | 4–0 |
| Club Brujas       | 2–1 | 2–1 | 1–0 | —   | 0–0 | 1–0 | 1–1 | 4–0 | 3–0 | 3–0 | 2–0 | 1–0 | 6–0 | 1–1 | 2–1 | 4–0 |
| Eupen             | 0–0 | 1–0 | 1–1 | —   | —   | 2–1 | 2–0 | 2–3 | 1–2 | 0–2 | 1–0 | 1–4 | 0–2 | 1–2 | 1–1 | 1–1 |
| Excel Mouscron    | 0–0 | 0–1 | 1–1 | 0–1 | 2–0 | —   | 2–2 | 2–1 | 2–0 | 1–2 | 3–1 | 3–1 | 1–3 | 2–2 | 1–0 | 2–2 |
| Genk              | 1–0 | 1–0 | 1–0 | 1–2 | 2–1 | 2–1 | —   | 0–2 | 2–1 | —   | 3–1 | 2–2 | 1–2 | 1–3 | 4–1 | 0–2 |
| Gent              | 1–1 | 3–2 | 1–4 | 1–1 | 6–1 | 3–1 | 4–1 | —   | 2–0 | 3–0 | 2–0 | 1–1 | 4–1 | 3–1 | 2–0 | 2–0 |
| Kortrijk          | 4–2 | 1–0 | 1–1 | 2–2 | 1–2 | 1–2 | 0–1 | 0–2 | —   | 2–3 | 2–2 | 0–1 | 4–0 | 3–1 | 1–3 | 2–0 |
| Malinas           | 2–0 | 3–1 | 2–2 | 0–5 | 1–1 | 2–2 | 3–1 | 0–3 | 1–1 | —   | 1–0 | 3–1 | 1–2 | 2–3 | 4–0 | 0–2 |
| Oostende          | 3–2 | 3–1 | 0–1 | 0–2 | 2–3 | 2–2 | 2–4 | 2–1 | 0–3 | 2–1 | —   | 1–1 | 1–0 | 1–4 | 0–1 | 1–1 |
| Royal Antwerp     | 0–0 | 3–1 | 1–1 | 2–1 | 1–0 | —   | 1–1 | 3–2 | 3–1 | 1–0 | 3–1 | —   | 2–0 | 2–2 | 4–1 | 2–1 |
| Sint-Truidense    | —   | 0–1 | 1–3 | 1–2 | 5–2 | 0–1 | 3–3 | 0–0 | 2–0 | 0–3 | 1–0 | 1–1 | —   | 2–1 | 1–1 | 0–0 |
| Standard Lieja    | 1–1 | 2–1 | 1–1 | 0–0 | 3–0 | 4–1 | 1–0 | 0–1 | 2–1 | 1–2 | 2–1 | 1–0 | 0–0 | —   | 2–0 | 4–0 |
| Waasland-Beveren  | 0–3 | 1–1 | 0–4 | 1–3 | 0–1 | 1–1 | 0–4 | —   | 1–2 | 1–3 | 3–1 | 0–4 | 1–0 | 2–1 | —   | 1–2 |
| Zulte Waregem     | 1–2 | 6–0 | 3–1 | 0–2 | 1–0 | 1–2 | 0–3 | 2–2 | 2–2 | 0–2 | 2–0 | 2–0 | 5–1 | —   | 5–0 | —   |

| 1. |

## Estadísticas jugadores

### Goleadores
- Actualizado el 7 de marzo de 2020.
| Pos. | Jugador           | Club          | Goles |
| ---- | ----------------- | ------------- | ----- |
| 1    | Dieumerci Mbokani | Royal Antwerp | 18    |
| 1    | Jonathan David    | Gent          | 18    |
| 3    | Hans Vanaken      | Club Brujas   | 13    |
| 4    | Kaveh Rezaei      | Charleroi     | 12    |
| 5    | Lior Refaelov     | Royal Antwerp | 11    |
| 6    | Roman Yaremchuk   | Gent          | 10    |
| 6    | Michel Vlap       | Anderlecht    | 10    |
| 6    | Igor de Camargo   | Malinas       | 10    |
| 9    | Gianni Bruno      | Zulte Waregem | 9     |

### Asistencias
- Actualizado el 7 de marzo de 2020.
| Pos. | Jugador            | Club           | Asitencias |
| ---- | ------------------ | -------------- | ---------- |
| 1    | Ruud Vormer        | Club Brujas    | 14         |
| 2    | Vadis Odjidja-Ofoe | Gent           | 9          |
| 3    | Jonathan David     | Gent           | 8          |
| 4    | Mehdi Carcela      | Standard Lieja | 7          |
| 4    | Danijel Milićević  | Eupen          | 7          |
| 4    | Junya Ito          | Genk           | 7          |
| 7    | Facundo Colidio    | Sint-Truiden   | 6          |
| 7    | Ali Gholizadeh     | Charleroi      | 6          |
| 7    | Nikola Storm       | Malinas        | 6          |
| 7    | Onur Kaya          | Malinas        | 6          |